# Plan de Guadalupe, Delstaten Mexiko
Plan de Guadalupe är en ort i Mexiko.   Den ligger i kommunen Tenancingo och delstaten Mexiko, i den sydöstra delen av landet, 70 km sydväst om huvudstaden Mexico City. Plan de Guadalupe ligger 2 078 meter över havet och antalet invånare är 228.
Terrängen runt Plan de Guadalupe är lite bergig. Runt Plan de Guadalupe är det ganska tätbefolkat, med 120 invånare per kvadratkilometer. Närmaste större samhälle är Tenango de Arista, 17,5 km norr om Plan de Guadalupe. I omgivningarna runt Plan de Guadalupe växer huvudsakligen savannskog.